# Petrovići (Chorwacja)
Petrovići – wieś w Chorwacji, w żupanii primorsko-gorskiej, w mieście Vrbovsko. W 2011 roku liczyła 15 mieszkańców.